# Shiranuiïta
La shiranuiïta és un mineral de la classe dels sulfurs que pertany al supergrup de l'espinel·la. Rep el nom de l'antic nom de la prefectura de Kumamoto, Shiranui.

## Característiques
La shiranuiïta és un sulfur de fórmula química Cu⁺(Rh³⁺Rh⁴⁺)S₄. Va ser aprovada com a espècie vàlida per l'Associació Mineralògica Internacional en el mes de març de l'any 2024, i publicada poc després. Cristal·litza en el sistema isomètric. És l'anàleg amb Rh⁴⁺ de l'ezochiïta, i l'anàleg amb RhRh de la malanita.
L'exemplar que va servir per a determinar l'espècie, el que es coneix com a material tipus, es troba conservat a les col·leccions mineralògiques del Museu Nacional de la Natura i la Ciència de Tòquio (Japó), amb el número d'espècimen: NSM-M50086.

## Formació i jaciments
Va ser descoberta a Haraigawa, a la localitat de Misato, dins el districte de Shimomashiki (prefectura de Kumamoto, Japó). Aquest indret és l'únic de tot el planeta on ha estat descrita aquesta espècie mineral.